# Graceland (Album)
Graceland ist das siebte Studioalbum des US-amerikanischen Folksängers und Songwriters Paul Simon aus dem Jahre 1986. Der Millionenseller vereint westliche Popmusik mit afrikanischen Stilen und wurde zusammen mit Musikern aus Afrika aufgenommen.

## Hintergrund
Simons Karriere war in den 1980er-Jahren stark angeschlagen. Ein erster Schritt zur Realisierung des neuen Projekts war der Song Gumboots der Boyoyo Boys. Simon schrieb einen Text für dieses Instrumentalstück und nahm es neu auf. Diese Version wurde der vierte Titel des Albums.
Simon nahm das Album in Südafrika auf, was ihm Kritik einbrachte, da dort noch immer Apartheid herrschte und ein Bann für kulturelle Kontakte nach Südafrika bestand. Allerdings arbeitete er hauptsächlich mit schwarzen Künstlern aus Südafrika und Lesotho zusammen. Damit machte er diese Künstler einem breiteren Publikum in Nordamerika und Europa bekannt – allen voran die Gruppe Ladysmith Black Mambazo und den Gitarristen Ray Phiri von der Gruppe Stimela. Doch auch in Nordamerika und Europa etablierte Musiker wie The Everly Brothers, Linda Ronstadt oder Los Lobos nahmen an den Sessions teil.
Der Titelsong sowie der Albumtitel wurden nicht unmittelbar durch Elvis Presleys Anwesen Graceland inspiriert. Paul Simon beschreibt u. a. in den Dokumentationen Classic Albums: Graceland und Under African Skies, dass er in Ermangelung eines Textes “Graceland, Memphis Tennessee” sang, weil es rhythmisch gut zur Musik passte. Erst später wurde ihm klar, dass er den Text nicht mehr ändern wollte. Daraufhin entschloss er sich, dem wirklichen Graceland, das er zuvor noch nicht gesehen hatte, einen Besuch abzustatten. Schon auf der Fahrt nach Memphis wurde er zu weiteren Textpassagen inspiriert, wie etwa der Eingangszeile “The Mississippi Delta was shining like a National Guitar”.

## Titelliste
Alle Titel von Paul Simon, sofern nicht anders angegeben (Text / Musik)
1. The Boy in the Bubble (Paul Simon / Paul Simon und Forere Motloheloa) – 4:00
2. Graceland – 4:51
3. I Know What I Know (Paul Simon / Paul Simon und General M. D. Shirinda) – 3:13
4. Gumboots (Paul Simon / Paul Simon, Jonhjon Mkhalali und Lulu Masilela) – 2:45
5. Diamonds on the Soles of Her Shoes (Anfang von Paul Simon und Joseph Shabalala) – 5:48
6. You Can Call Me Al – 4:40
7. Under African Skies – 3:37
8. Homeless (Paul Simon und Joseph Shabalala) – 3:48
9. Crazy Love, Vol. II – 4:19
10. That Was Your Mother – 2:53
11. All Around the World or The Myth of Fingerprints – 3:15

## Besetzung
| - Paul Simon – Akustische Gitarre (Lieder 1 und 11), E-Gitarre (Lieder 5 und 7), Gesang, Synclavier (Lied 3 und 4), sechssaitiger E-Bass (Lied 6), Begleitgesang (Lieder 1, 2, 4, 6 und 9) - Ray Phiri – Gitarre (Lieder 2, 5, 6, 7 und 9) - Adrian Belew – Gitarrensynthesizer (Lieder 1, 6 und 9), Gitarre (Lied 7) - Demola Adepoju – Pedal-Steel-Gitarre (Lied 2) - Daniel Xilakazi – Gitarre (Lied 4) - Sherman Robertson – Gitarre (Lied 10) - César Rosas – Gitarre, Begleitgesang (Lied 11) - David Hidalgo – Gitarre, Akkordeon, Begleitgesang (Lied 11) - Conrad Lozano – Bass (Lied 11) - Alphonso Johnson – Bass (Lied 10) - Lloyd Lelose – Bass (Lied 9) - Bakithi Kumalo – Bass (Lieder 1, 2, 5, 6 und 7) - Isaac Mtshali – Schlagzeug (Lieder 5, 6, 7 und 9) - Vusi Khumalo – Schlagzeug (Lieder 1 und 2) - Petrus Manile – Schlagzeug (Lied 4) - Alton Rubin, Jr. – Schlagzeug (Lied 10) - Louie Pérez – Schlagzeug (Lied 11) - Steve Gadd – Schlagzeug (Lied 11) - Makhaya Mahlangu – Perkussion (Lieder 1 und 2) - Ralph MacDonald – Perkussion (Lieder 4, 6, 7 und 11) - Youssou N’Dour – Perkussion (Lied 5) - Babacar Faye – Perkussion (Lied 5) - Assane Thiam – Perkussion (Lied 5) - Lulu Masilela – Tamburin (Lied 4) - David Rubin – Waschbrett (Lied 10) | - Alton Rubin, Sr. – Akkordeon (Lied 10) - Jonhjon Mkhalali – Akkordeon (Lied 4) - Forere Motloheloa – Akkordeon (Lied 1) - Rob Mounsey – Synthesizer (Lieder 1 und 6) - Barney Rachabane – Saxophon (Lied 4) - Mike Makhalemele – Saxophon (Lied 4) - Teaspoon Ndela – Saxophon (Lied 4) - Lenny Pickett – Tenorsaxophon (Lied 5) - Earl Gardner – Trompete (Lied 5) - Alex Foster – Altsaxophon (Lied 5) - Ronnie Cuber – Bass- und Baritonsaxophon (Lied 6) - Jon Faddis – Trompete (Lied 6) - Randy Brecker – Trompete (Lied 6) - Lew Soloff – Trompete (Lied 6) - Alan Rubin – Trompete (Lied 6) - Dave Bargeron – Posaune (Lied 6) - Kim Allan Cissel – Posaune (Lied 6) - Morris Goldberg – Pennywhistle (Lied 6), Sopransaxophon (Lied 9) - Johnny Hoyt – Saxophon (Lied 10) - Steve Berlin – Saxophon (Lied 11) - The Everly Brothers – Gesang (Lied 2) - The Gaza Sisters – Gesang (Lied 3) - Diane Garisto – Begleitgesang (Lied 4) - Michelle Cobbs – Begleitgesang (Lied 4) - Ladysmith Black Mambazo – Gesang (Lieder 5 und 8) - Joseph Shabalala – Gesang (Lied 8) - Linda Ronstadt – zusätzlicher Gesang (Lied 7) |

## Singleauskopplungen
| Jahr | Titel                              | Höchstplatzierung, Gesamtwochen, AuszeichnungChartplatzierungen (Jahr, Titel, , Platzierungen, Wochen, Auszeichnungen, Anmerkungen) | Höchstplatzierung, Gesamtwochen, AuszeichnungChartplatzierungen (Jahr, Titel, , Platzierungen, Wochen, Auszeichnungen, Anmerkungen) | Anmerkungen                         |
| Jahr | Titel                              | UK | US | Anmerkungen                         |
| ---- | ---------------------------------- | --- | --- | ----------------------------------- |
| 1986 | You Can Call Me Al                 | UK4 ×3Dreifachplatin · (15 Wo.)UK                                                                                                   | US23 (29 Wo.)US | Erstveröffentlichung: Juli 1986     |
| 1986 | Graceland                          | UK98 Silber · (1 Wo.)UK | US81 (7 Wo.)US | Erstveröffentlichung: November 1986 |
| 1986 | The Boy in the Bubble (Remix)      | UK26 (9 Wo.)UK | US86 (4 Wo.)US | Erstveröffentlichung: November 1986 |
| 1987 | Diamonds on the Soles of Her Shoes | UK77 Silber · (4 Wo.)UK | — | Erstveröffentlichung: Februar 1987  |

## Rezeption

### Rezensionen
Rolling Stone wählte Graceland 2003 auf Platz 81, 2012 auf Platz 71 und 2020 auf Platz 46 der 500 besten Alben aller Zeiten. Es belegt zudem Platz 5 der 100 besten Alben der 1980er Jahre.
New Musical Express führt es auf Platz 124 der 500 besten Alben aller Zeiten.
In der Auswahl der 200 besten Alben des Jahrzehnts von Pitchfork belegt Graceland Platz 49.
Das Magazin Time nahm es in die Aufstellung der 100 wichtigsten Alben auf.

### Preise
Paul Simon gewann 1987 den Grammy für das Album des Jahres und war in den Kategorien Produzent des Jahres und Beste männliche Pop-Gesangsdarbietung nominiert. Der Song Graceland erhielt eine Nominierung als Song des Jahres. Im Jahr darauf wurde der Titelsong in der Sparte Aufnahme des Jahres ausgezeichnet.
Graceland wurde 2006 in die National Recording Registry der Library of Congress und 2012 in die Grammy Hall of Fame aufgenommen.
Das Album gehört zu den 1001 Albums You Must Hear Before You Die.

## Kommerzieller Erfolg

### Chartplatzierungen
| ChartsChartplatzierungen       | Höchstplatzierung | Wochen |
| ------------------------------ | ----------------- | ------ |
| Deutschland (GfK)              | 2 (59 Wo.)        | 59     |
| Österreich (Ö3)                | 3 (30 Wo.)        | 30     |
| Schweiz (IFPI)                 | 1 (43 Wo.)        | 43     |
| Vereinigte Staaten (Billboard) | 3 (105 Wo.)       | 105    |
| Vereinigtes Königreich (OCC)   | 1 (163 Wo.)       | 163    |

| ChartsJahrescharts (1987) | Platzierung |
| ------------------------- | ----------- |
| Deutschland (GfK)         | 5           |
| Österreich (Ö3)           | 12          |
| Schweiz (IFPI)            | 3           |

### Auszeichnungen für Musikverkäufe
Graceland bekam weltweit vier Mal Gold und 39 Mal Platin für über 9,7 Millionen verkaufte Einheiten. Quellen zufolge soll es sich über 14 Millionen Mal verkauft haben. Das Album verkaufte sich bis 1996 alleine in den Vereinigten Staaten über fünf Millionen Mal, womit es von der Recording Industry Association of America mit fünffachem Platinstatus zertifiziert wurde.
| Land/Region                  | Auszeichnungen für Musikverkäufe (Land/Region, Auszeichnung, Verkäufe) | Verkäufe  |
| ---------------------------- | ---------------------------------------------------------------------- | --------- |
| Australien (ARIA)            | 8× Platin                                                              | 560.000   |
| Dänemark (IFPI)              | Gold                                                                   | 10.000    |
| Deutschland (BVMI)           | 3× Gold                                                                | 750.000   |
| Frankreich (SNEP)            | Platin                                                                 | 300.000   |
| Hongkong (IFPI/HKRIA)        | Gold                                                                   | 10.000    |
| Italien (FIMI)               | Gold                                                                   | 100.000   |
| Neuseeland (RMNZ)            | 10× Platin                                                             | 200.000   |
| Niederlande (NVPI)           | Platin                                                                 | 100.000   |
| Schweiz (IFPI)               | Platin                                                                 | 50.000    |
| Spanien (Promusicae)         | Platin                                                                 | 100.000   |
| Südafrika (RISA)             | 3× Platin                                                              | 150.000   |
| Vereinigte Staaten (RIAA)    | 5× Platin                                                              | 5.000.000 |
| Vereinigtes Königreich (BPI) | 8× Platin                                                              | 2.400.000 |
| Insgesamt                    | 4× Gold · 39× Platin ·                                                 | 9.730.000 |

Hauptartikel: Paul Simon/Auszeichnungen für Musikverkäufe

## Trivia
- Im Musikvideo zu You Can Call Me Al ist der Schauspieler Chevy Chase zu sehen.
- Der „Mexikanische Elvis“ El Vez nannte ein 1994 erschienenes Album Graciasland und dichtete den Titelsong zu Aztlán um.
- „Jedes einzelne Lied auf dem Album ist ein unfassbarer Hit“, sagte die Schriftstellerin Charlotte Roche 2018 in einer arte-Sendung.[23]